# Tsepo Mathibelle
Tsepo Ramonene Mathibelle (né le 30 juin 1991 à Mapeleng) est un athlète lésothien, spécialiste du marathon, ayant participé aux Jeux olympiques d'été de Londres

## Biographie
En 2012, il représente son pays lors du marathon aux Jeux olympiques de Londres. Ce n'est que la deuxième fois qu'il court un marathon. Exténué, il marche sur la majorité des trois derniers kilomètres mais termine cependant la course à la dernière place et s'écroule d'épuisement une fois la ligne d'arrivée franchie.
Trois ans plus tard, en 2015, lors des Championnats du monde de Pékin Mathibelle attaque avant le trentième kilomètres et passe en tête aux trentième et trente-cinquième kilomètres, mais il s'écroule sur la fin de la course et doit se contenter de la dix-septième place.

## Palmarès
| Date | Compétition           | Lieu    | Résultat | Épreuve  | Performance     |
| ---- | --------------------- | ------- | -------- | -------- | --------------- |
| 2012 | Jeux olympiques d'été | Londres | 85e      | Marathon | 2 h 55 min 54 s |
| 2014 | Jeux du Commonwealth  | Glasgow | 12e      | Marathon | 2 h 16 min 21 s |
| 2015 | Championnats du monde | Pékin   | 14e      | Marathon | 2 h 17 min 17 s |

## Records
| Épreuve  | Performance     | Lieu  | Date              |
| -------- | --------------- | ----- | ----------------- |
| Marathon | 2 h 13 min 50 s | Pékin | 17 septembre 2017 |